# محلول مثالي

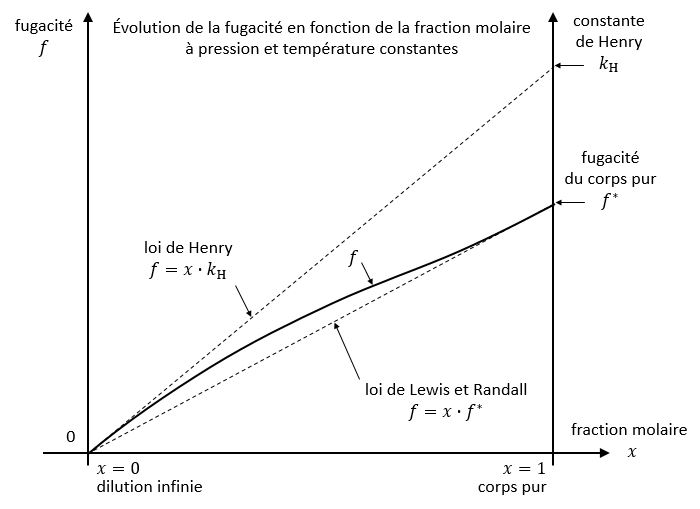
قانون هنري وقانون لويس وراندال

في الكيمياء، المحلول المثالي أو الخليط المثالي هو محلول له خصائص ديناميكية حرارية مماثلة لتلك الخاصة بخليط من الغازات المثالية. وان المحتوى الحراري للخليط هو صفر؛ وكلما اقترب المحتوى الحراري للخليط من الصفر، أصبح سلوك المحلول أكثر مثالية، وتخضع ضغوط بخار المذيب والمذاب لقانون راؤول وقانون هنري، ومعامل الفاعلية.